# Charles-Romain Capellaro
Charles-Romain Capellaro (1826 - 1899) fue un escultor del siglo XIX, de origen italiano pero nacionalizado francés.

## Datos biográficos
Fue alumno de David d'Angers, de François Rude y de Francisque Duret. Autor de numerosas estatuas y  bustos, su obra se haya expuesta en numerosos museos de Francia , entre ellos el Museo de Le Puy-en-Velay (Le Laboureur). Fue el autor de la fuente llamada de la República en Pézenas.
Tomó parte activa de la Comuna de París, lo que le valió su deportación, en 1871, a la Isla de Los Pinos en Nueva Caledonia. Tras las amnistías de 1880 regresó a la metrópolis, donde continuó su actividad como estatuario.
Está enterrado en el cementerio del Père-Lachaise en París.

## Obras
Es el autor del busto en bronce pulido del profesor  Allan Kardec en la división 44 del cementerio del Père-Lachaise.

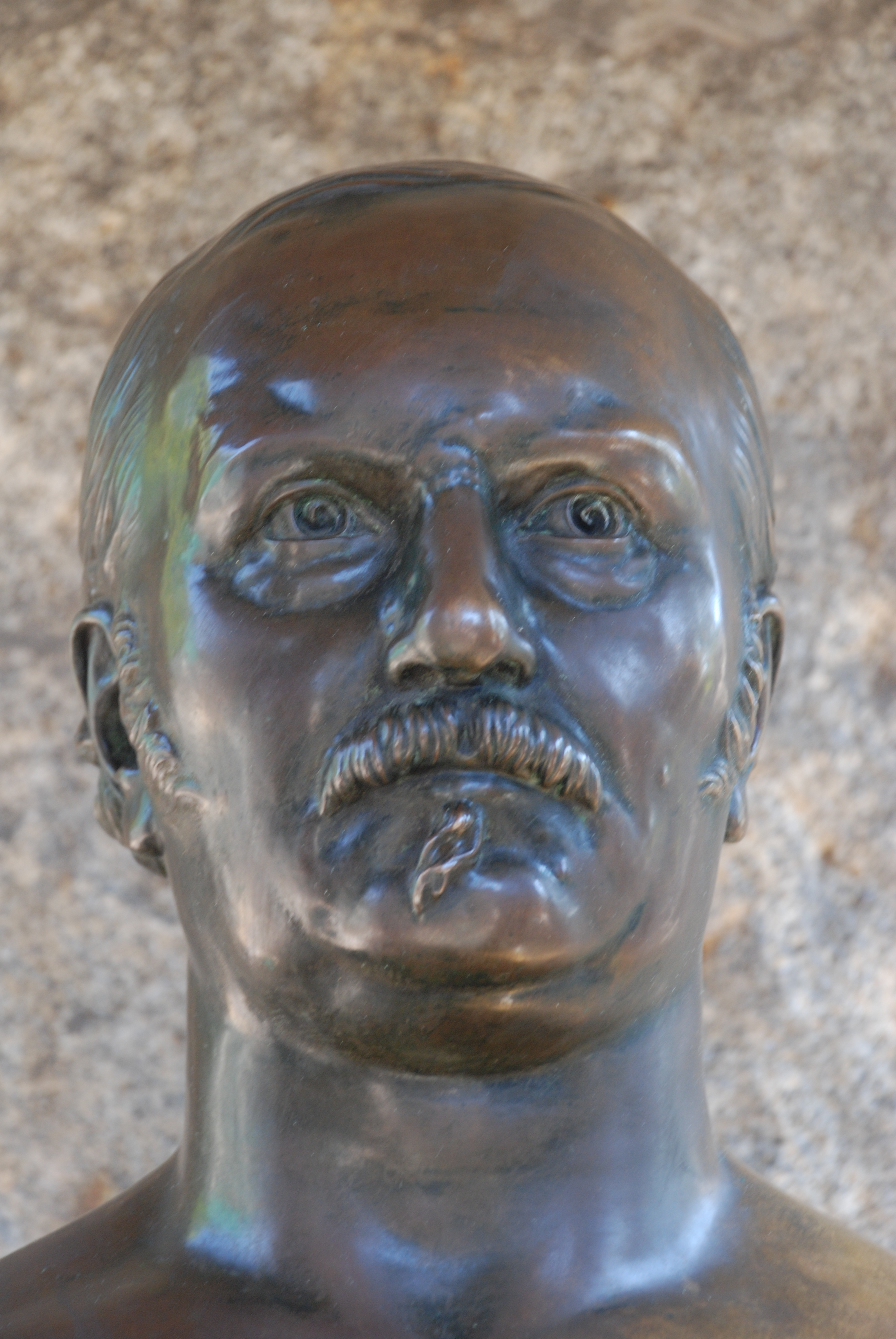
Busto de 'Allan Kardec en la sepultura del profesor en el cementerio del Père-Lachaise.
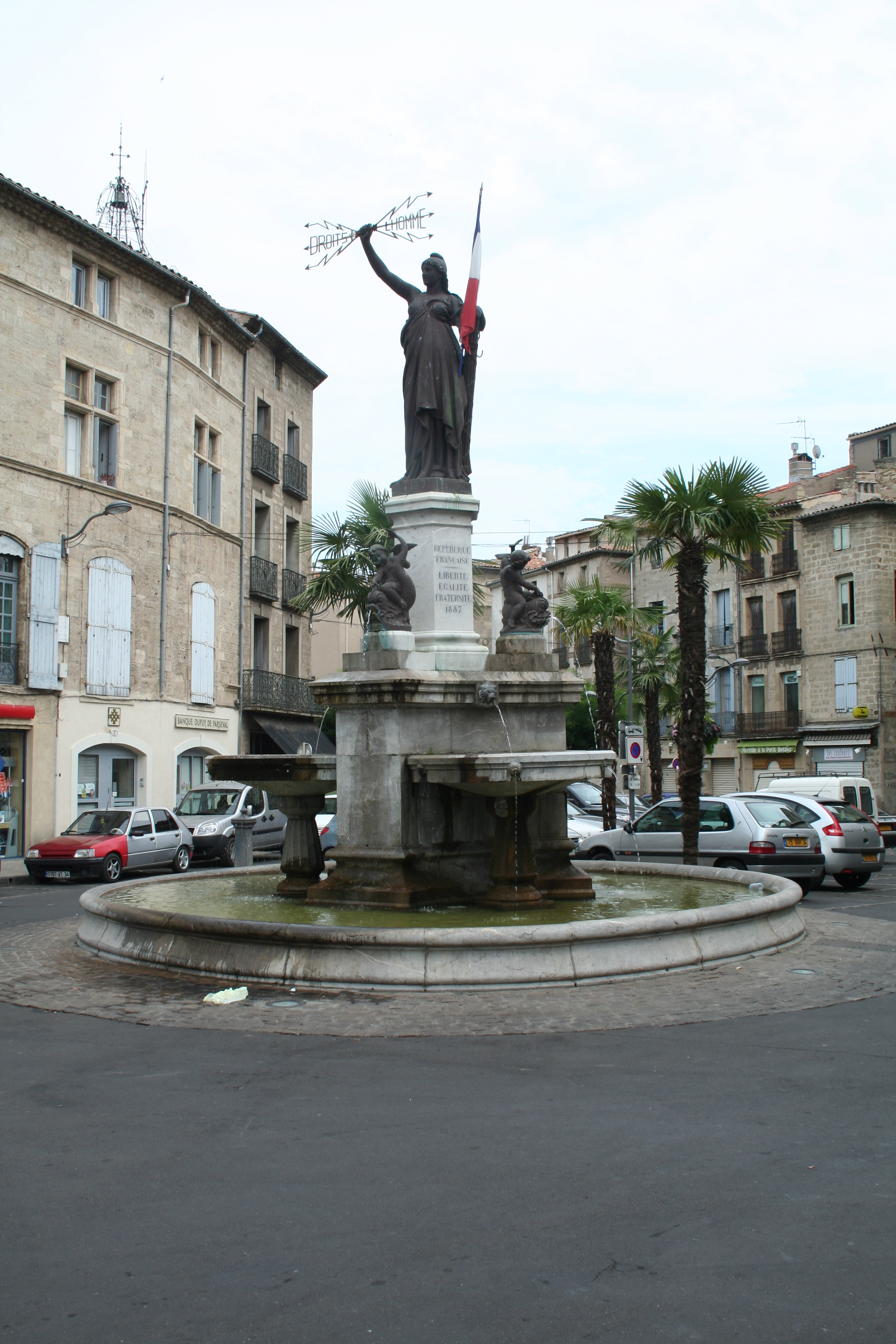
Fuente de la República en Pezenas